# ريكاردو جريجوري
ريكاردو جريجوري (بالرومانية: Ricardo Grigore)‏ هو لاعب كرة قدم روماني، ولد في 7 أبريل 1999 في بوخارست في رومانيا. لعب مع دينامو بوخارست.

## وصلات خارجية
- ريكاردو جريجوري على موقع الاتحاد الأوربي (الإنجليزية)
- ريكاردو جريجوري على موقع إي إس بي إن إف سي (الإنجليزية)
- ريكاردو جريجوري على موقع قاعدة بيانات كرة القدم.إي يو (الإنجليزية)
- ريكاردو جريجوري على موقع Soccerbase.com (لاعب) (الإنجليزية)
- ريكاردو جريجوري على موقع Soccerway.com (الإنجليزية)
- ريكاردو جريجوري على موقع عالم كرة القدم.نت (الإنجليزية)
- ريكاردو جريجوري على موقع أوليمبيديا (الإنجليزية)
- ريكاردو جريجوري على موقع اللجنة الأولمبية الرومانية (الرومانية)